# Yên Ninh, Ý Yên
Yên Ninh là một xã thuộc huyện Ý Yên, tỉnh Nam Định, Việt Nam. Yên Ninh có 5 thôn gồm Lũ Phong, La Xuyên, Ninh Xá Thượng, Ninh Xá Hạ, Trịnh Xá với tổng diện tích 849.09 ha. Phía Bắc xã giáp xã  Yên Dương, Yên Mỹ, Yên Xá; Phía Nam giáp xã Yên Tiến; Phía Tây giáp Thị trấn Lâm và Phía Đông giáp xã Yên Lương, xã Tam Thanh (huyện Vụ Bản) . Xã có 3534  hộ với 13.878 nhân khẩu.

## Giao thông
Trục Quốc lộ 10 và tuyến đường sắt Bắc - Nam đi qua địa bàn xã.

## Kinh tế
Nơi đây có làng nghề truyền thống La Xuyên Ninh Xá chuyên chạm trổ điêu khắc trên gỗ, các sản phẩm như tủ chè,bàn ghế,giường, các loại bằng gỗ gụ,gỗ lim...Những năm gần đây làng nghề Ninh Xá đang phát triển thêm loại hình đồ thờ với nhiều mẫu mã đẹp mắt và giá cả phải chăng.Khởi nguồn của nghề truyền thống là do ông tổ Ninh Hữu Hưng truyền dạy. Hàng năm có lễ hội truyền thống để tưởng nhớ cụ tổ làng nghề của người dân làng Ninh Xá vào ngày 6 và 7 tháng ba âm lịch và lễ hội truyền thống của làng La Xuyên vào ngày 10 tháng 3 âm lịch. Đến với Yên Ninh, ngoài các sản phẩm đồ gỗ còn có không gian ẩm thực độc đáo với phiên chợ La Xuyên họp hàng ngày.

## Đình La Xuyên
Đình La Xuyên là di tích lịch sử văn hóa quốc gia. Đình thờ Ninh Hữu Hưng là tướng theo Vua Đinh Tiên Hoàng dẹp loạn 12 sứ quân và tham gia xây dựng kinh đô Hoa Lư, ông mở mang vùng đất Nam Định và được tôn vinh là ông tổ nghề xây dựng ở Việt Nam.